# Leptacis tenuis
Leptacis tenuis är en stekelart som beskrevs av Peter Neerup Buhl 2005. Leptacis tenuis ingår i släktet Leptacis och familjen gallmyggesteklar. Inga underarter finns listade i Catalogue of Life.